# Kvistbro landskommun
Kvistbro landskommun var en tidigare kommun i Örebro län.

## Administrativ historik
Kommunen bildades i Kvistbro socken i Edsbergs härad i Närke när 1862 års kommunalförordningar trädde i kraft.
I kommunen inrättades 4 juni 1943 Mullhyttans municipalsamhälle.
Vid kommunreformen 1952 gick kommunen med municipalsamhället upp i Svartå landskommun. Denna upplöstes år 1967 och området tillfördes då Lekebergs landskommun. Denna i sin tur ingick i sin helhet i Örebro kommun åren 1971-1994, varefter Lekeberg åter nybildades som kommun, inkluderande denna del.

## Politik

### Mandatfördelning i valen 1938-1946
| 14 | 11 |

| 24 |

| 14 | 11 |

| 24 |

|  | 12 | 6 | 6 |

| 23 |